# توبي (شعب)
كان شعب توبي ؛ طوبي وهو واحدًا من أكثر الشعوب الأصلية للبرازيل قبل الاستعمار. يعتقد العلماء أنه في الوقت الذي استقروا فيه أولاً في غابات الأمازون المطيرة، منذ حوالي 2900 عام، بدأت قبائل التوبي بالهجرة جنوبًا واحتلوا الساحل الأطلسي لجنوب شرق البرازيل تدريجيًا.

## التاريخ

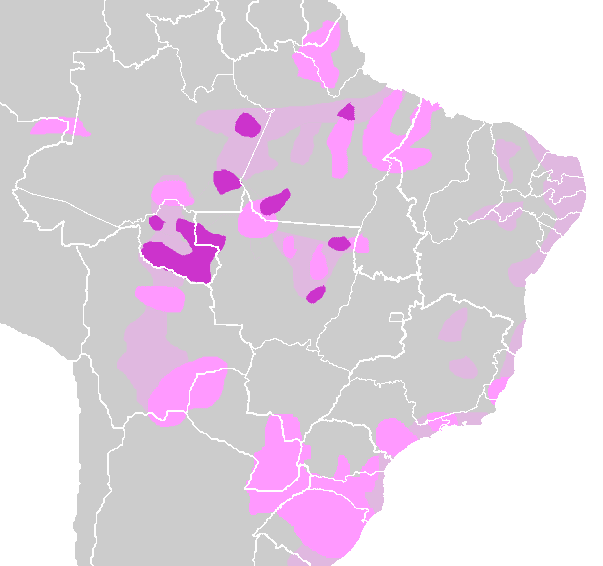
مناطق اللغات توبي (البنفسجي) ، توبي -الغواراني (الوردي) والمناطق المحتملة المبكرة (الرمادي-الوردي).

كان سكان توبي يسكنون كل ساحل البرازيل تقريبًا عندما وصل البرتغاليون إلى هناك. في عام 1500، كان عدد سكانها يقدر بنحو مليون شخص، أي ما يعادل تقريبا عدد سكان البرتغال في ذلك الوقت. تم تقسيمهم إلى قبائل، كل قبيلة يتراوح عددهم بين 300 و 2000 شخص. كان توبيين من الزراعيين المهرة. لقد قاموا بزراعة الكسافا والذرة والبطاطا الحلوة والفاصوليا والفول السوداني والتبغ و القرع والقطن وغيرها الكثير. لم يكن هناك هوية توبي موحدة [بحاجة لمصدر] على الرغم من أنهم يتحدثون لغة مشتركة.

### الاستعمار الأوروبي
من القرن السادس عشر وما بعده، تم استيعاب التوبيين، مثل غيرهم من سكان المنطقة، أو استعبادهم أو قتلهم بسبب أمراض مثل الجدري  أو المستوطنين البرتغاليين وبانديرانتيس (كشافة البرازيل الاستعمارية)، مما أدى تقريبًا إلى إبادتهم كاملاً، باستثناء بعض المجتمعات المعزولة. يقتصر بقايا هذه القبائل اليوم على المحميات الهندية أو المتثمين إلى حد ما في المجتمع المهيمن.

### أكل لحوم البشر
وفقًا لحسابات المصادر الأولية لكتاب أوروبيين في المقام الأول، تم تقسيم توبي إلى عدة قبائل من شأنها أن تشارك باستمرار في الحرب مع بعضها البعض. في هذه الحروب، حاول التوبي عادة القبض على أعدائهم لقتلهم لاحقًا في طقوس أكل لحوم البشر. تم أكل المحاربين الذين تم أسرهم من قبائل التوبي الأخرى حيث كان يعتقد الهنود أن هذا سيؤدي إلى امتصاص قوتهم وهضمهم؛ وبالتالي، خوفًا من امتصاص الضعف، اختاروا فقط التضحية بالمحاربين الذين يُعتقد أنهم أقوياء وشجعان. بالنسبة لمحاربي التوبي، حتى عندما يكونوا سجناء، كان لشرف عظيم أن الموت بشجاعة أثناء المعركة أو أن تظهر الشجاعة أثناء الاحتفالات التي أدت إلى التضحية. كما تم توثيق توبي لأكل رفات الأقارب الموتى كشكل من أشكال تكريمهم.
اشتهرت ممارسة أكل لحوم البشر بين توبي في أوروبا من قبل هانز ستادن، جندي ألماني بحار ومرتزقة، سافر إلى البرازيل لسرقة الثروات، الذي استولى عليه توبي في عام 1552. في روايته المنشورة عام 1557، قال أن توبي نقلوه إلى قريتهم حيث قيل إنه سيُلتهم في الاحتفال القادم. هناك، يُزعم أنه كسب صداقة زعيم قوي وشفاه من مرض، وأنقذ حياته.
انخفضت طقوس أكل لحوم البشر بين توبي والقبائل الأخرى في البرازيل بشكل مطرد بعد الاتصال الأوروبي والتدخل الديني. عندما وصل كابيثا دي فاكا الفاتح الإسباني، إلى سانتا كاتارينا عام 1541، على سبيل المثال، حاول حظر ممارسات أكل لحوم البشر باسم ملك إسبانيا.
نظرًا لأن فهمنا لأكل لحوم البشر في توبي يعتمد في الغالب على حسابات المصدر الأولية للكتاب الأوروبيين في المقام الأول، فقد اعترض البعض في الدوائر الأكاديمية على وجود أكل لحوم البشر. يسعى ويليام أرينز إلى تشويه مصداقية روايات ستادن والكتاب الآخرين عن أكل لحوم البشر في كتابه أسطورة أكل الإنسان: الأنثروبولوجيا والأنثروبوفاجي، حيث يدعي أنه عندما يتعلق الأمر بتوبينامبا، «بدلاً من التعامل مع حالة من التوثيق المتسلسل لأكل لحوم البشر، نحن من المرجح أن تواجه مصدرًا واحدًا فقط من الشهادات المشكوك فيها والتي تم دمجها حرفيًا تقريبًا في التقارير المكتوبة للآخرين الذين يدعون أنهم شهود عيان».
ومع ذلك، يشهد معظم العلماء البرازيليين على المركز الثقافي لأكل لحوم البشر في ثقافة توبي. أفاد عالم الأنثروبولوجيا دارسي ريبيرو، الذي درس بعمق الروايات التاريخية عن توبي، أن شعب الكابور من عائلة توبي غواراني اللغوية والثقافية، أكدوا أن أسلافهم مارسوا طقوسًا أنثروبوفاجية مماثلة لتلك الموصوفة في القرن السادس عشر. انتقد العلماء البرازيليون أرينز لما اعتبروه نفيًا تاريخيًا، ولتجاهل المصادر المهمة (الرسائل اليسوعية) والدراسات التاريخية والأنثروبولوجية (فيفييروس دي كاسترو، فلورستان فرنانديز، إستيفاو بينتو، هيلين كلاستر) والعديد منهم يتعامل مباشرة مع الشعوب الأصلية، يشير هذا إلى اتجاه أنثروبوفاجي راسخ كممارسة اجتماعية وثقافية. تم انتقاده بشكل خاص لمحاولته تشويه سمعة ارتباط توبي بالوحشية، ليس من خلال إدراك أن الأوروبيين فشلوا في فهم معنى الممارسات التقليدية مثل أكل لحوم البشر، ولكن من خلال الإنكار الفوري لوجودهم تمامًا.

### الاختلاط العرقي

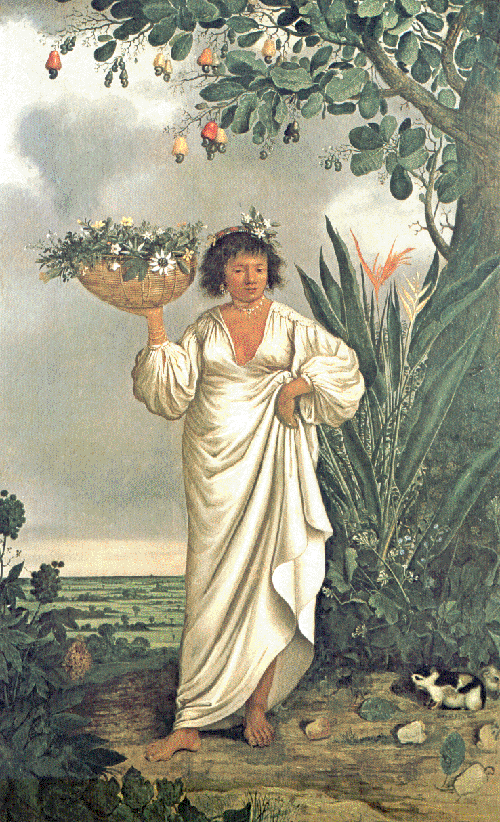
ألبرت إيكهوت : امرأة مملوكا (حوالي 1641-1644).

كان العديد من الشعوب الأصلية مهمين في تكوين الشعب البرازيلي، لكن المجموعة الرئيسية كانت توبي. عندما وصل المستكشفون البرتغاليون إلى البرازيل في القرن السادس عشر، كان توبي أول مجموعة أصلية على اتصال بهم. سرعان ما بدأت عملية الاختلاط بين المستوطنين البرتغاليين ونساء السكان الأصليين. نادراً ما جلب المستعمرون البرتغاليون النساء، جاعلوا من النساء الأصليات «مصفوفة تربية الشعب البرازيلي». عندما وصل الأوروبيون الأوائل، بدأت ظاهرة "Cunhadismo" (من cunhado البرتغالي، «شقيق الزوج») تنتشر من قبل المستعمرة. كانت Cunhadismo تقليدًا محليًا قديمًا لدمج الغُرباء في مجتمعهم. عرض السكان الأصليون على البرتغاليين فتاة من السكان الأصليين كزوجة. بمجرد موافقته، تشكل رابطة قرابة مع جميع سكان القبيلة الأصليين. تم تبني تعدد الزوجات، وهي ممارسة شائعة بين السكان الأصليين في أمريكا الجنوبية والمستوطنين الأوروبيين. بهذه الطريقة، تمكن الرجل الأوروبي الواحد أن يتزوج العشرات من الزوجات الهنديات (التيمريكوس).
تم استخدام Cunhadismo كتوظيف للعمالة. كان من الممكن أن يكون لدى البرتغاليين العديد من التيمريكوس وبالتالي عدد كبير من الأقارب من السكان الأصليين الذين تم حثهم على العمل لديه، وخاصة لقطع أشجار الباو برازيل ونقله إلى السفن على الساحل. في هذه العملية، تم تشكيل مجموعة كبيرة من الأعراق المختلطة (مملوكا)، والتي احتلت البرازيل في الواقع. بدون ممارسة Cunhadismo ، كان الاستعمار البرتغالي غير عملي. كان عدد الرجال البرتغاليين في البرازيل صغيرًا جدًا وكان عدد النساء البرتغاليات أقل. أدى انتشار الأشخاص المختلطين الأعراق في أرحام النساء الأصليات إلى احتلال الإقليم وتعزيز الوجود البرتغالي في المنطقة.

### التأثير في البرازيل
على الرغم من اختفاء سكان التوبي إلى حد كبير بسبب الأمراض الأوروبية التي لم يكن لديهم مقاومة لها أو بسبب العبودية، احتل عدد كبير من السكان من أصل توبي الأم الكثير من الأراضي البرازيلية، ونقل التقاليد القديمة إلى عدة نقاط من البلاد. كتب دارسي ريبيرو أن ميزات البرازيليين الأوائل كانت توبي أكثر بكثير من البرتغالية، وحتى اللغة التي تحدثوا بها كانت لغة قائمة على توبي، تسمى نينجاتو أو لينجوا جيرال، وهي لغة مشتركة في البرازيل حتى القرن الثامن عشر. كانت منطقة ساو باولو هي الأكبر في انتشار مملوكا، الذين انتشروا في القرن السابع عشر تحت اسم بانديرانتيس (بُرتغالين مُستعمرين) في جميع أنحاء الأراضي البرازيلية، من غابات الأمازون المطيرة إلى أقصى الجنوب. كانوا مسؤولين عن التوسع الكبير للثقافة الأيبيرية في المناطق الداخلية من البرازيل. قاموا بتثقيف القبائل الهندية التي عاشت منعزلة، وأخذوا لغة المستعمر التي لم تكن برتغالية بعد، وكانت نينجاتو أكثر زوايا المستعمرة قسوة. لا يزال يتحدث النينجاتو في مناطق معينة من الأمازون، على الرغم من أن الهنود الذين يتحدثون توبي لم يعيشوا هناك. تم إدخال لغة نينجاتو، كما هو الحال في مناطق أخرى من البلاد، من قبل بانديرانتيس من ساو باولو في القرن السابع عشر. يمكن تقريبًا الخلط بين طريقة حياة البوليستاس القديمة والهنود، قكان يتحدث داخل الأسرة فقط نينجاتو، كما استندت الزراعة وصيد الأسماك وجمع الثمار إلى التقاليد الهندية. ما يميز البوليستاس القديم عن توبي هو استخدام الملابس والملح والأدوات المعدنية والأسلحة والأشياء الأوروبية الأخرى.
عندما بدأ دمج هذه المناطق ذات تأثير التوبي الكبير في اقتصاد السوق، بدأ المجتمع البرازيلي تدريجياً يفقد خصائصه الخاصة بالتوبي. أصبحت اللغة البرتغالية سائدة واختفت لينجوا جيرال تقريبًا. تم استبدال تقنيات الإنتاج الهندية الريفية بالتقنيات الأوروبية، من أجل رفع القدرة على التصدير. استوعبت البرتغالية البرازيلية الكثير من الكلمات من التوبي. بعض الأمثلة على الكلمات البرتغالية التي جاءت من التوبي هي: مينجاو، ميريم، سوكو، كوتوكار، تيكوينهو، بيريكا، تاتو. أسماء العديد من الحيوانات المحلية - مثل arara (أي «مكاو»)، و jacaré («قاطور أمريكا الجنوبية»)، و tucano (أي «طوقان») - والنباتات - على سبيل المثال mandioca (أي «بفرة») و abacaxi («الأناناس») - مشتقتان أيضًا من لغة التوبي. تم تسمية عدد من الأماكن والمدن في البرازيل الحديثة في التوبي (إيتاكاكيسيتوبا، بندامونهانغابا، كاروارو، إيبانيما). تشمل الأسماء البشرية Ubirajara و Ubiratã و Moema و Jussara و Jurema و Janaína. توجد ألقاب توبي، لكنها لا تعني أي سلالة للتوبي الحقيقية؛ بل تم تبنيها كوسيلة لإظهار القومية البرازيلية.
تم تسمية حقل توبي النفطي البحري الكبير الذي تم اكتشافه قبالة سواحل البرازيل في عام 2006 تكريماً لشعب توبي.
الغواراني هي مجموعة أصلية مختلفة تسكن جنوب البرازيل وأوروغواي وباراغواي وشمال الأرجنتين وتتحدث لغات الغواراني المتميزة، ولكنها تنتمي إلى نفس عائلة لغة توبي.

## روابط خارجية
- البرتغال في أمريكا